# Троицкий, Эдуард Юрьевич
Эдуард Юрьевич Троицкий (род. 9 февраля 1941) — советский хоккеист, защитник, нападающий.
Чемпион (1959) и серебряный призёр (1960) молодёжного чемпионата СССР в составе ЦСК МО / ЦСКА. 2 сезона (1960/61 — 1961/62) провёл в команде класса «А» СКА Калинин. В сезоне 1965/66 играл за «Темп» Загорск в классе «Б».